# Trestonia nivea
Trestonia nivea är en skalbaggsart som beskrevs av Martins och Maria Helena M. Galileo 1990. Trestonia nivea ingår i släktet Trestonia och familjen långhorningar.
Artens utbredningsområde är Surinam. Inga underarter finns listade i Catalogue of Life.